# Zwei ist eine gute Zahl
Zwei ist eine gute Zahl ist ein deutscher Independent-Film.

## Handlung
Erzählt wird eine Dreiecksgeschichte um einen jungen Mann im Rollstuhl, der alleine an einem See lebt und mit seiner Vergangenheit konfrontiert wird, als seine Ex-Freundin auftaucht, die jetzt mit seinem ehemals besten Freund zusammen ist.

## Produktion
Zwei ist eine gute Zahl entstand mit einem Budget von unter 50.000 Euro im Rahmen von Fortbildungen für Berufe vor und hinter der Kamera in Produktion von Theaterwerk München; die Dreharbeiten fanden innerhalb von 19 Tagen im Oktober 2019 statt. Gedreht wurde überwiegend am Kirchsee bei Bad Tölz. Philip Dechamps und Sonka Vogt sind zum ersten Mal in Kino-Hauptrollen zu sehen.

## Festivals und Auszeichnungen
Zwei ist eine gute Zahl hatte seine Premiere auf dem Snowdance Independent Film Festival 2021 und wurde international auf zahlreichen Festivals gezeigt, darunter das Brooklyn Film Festival und das Ischia Film Festival. Ausgezeichnet wurde er u. a. mit dem Publikumspreis Spielfilm der Grenzland-Filmtage in Selb, dem Preis für das beste europäische Drehbuch des Festival International du Film de Bretagne und dem Preis für den besten Spielfilm beim Festival of Cinema NYC.